# Manuel Jesús Ortiz Toribio
Manuel Jesús Ortiz Toribio, més conegut com a Lolo, (Huelva, 22 d'agost de 1984) és un futbolista professional andalús, que ocupa la posició de defensa.

## Trajectòria
Format al planter del Sevilla FC, a la temporada 02/03 puja al primer filial, el Sevilla Atlético, amb qui aconsegueix el gol decisiu en la lligueta d'ascens a Segona Divisió, el 2007 davant el Burgos CF. A l'any següent, el defensa debuta en dos partits amb el primer planter sevillista a la màxima categoria, així com d'altres a la Champions League, tot i que la major part de la campanya formaria al Atlético.
Va ser cedit al Màlaga CF a la temporada 08/09. A l'octubre del 2009 s'hi incorpora definitivament al primer equip del Sevilla.

## Palmarès

### Sevilla FC
- Copa del Rei (2009-10)